# Boeing EA-18G Growler
Boeing EA-18G Growler – amerykański samolot walki elektronicznej, opracowany i zbudowany na bazie myśliwca pokładowego F/A-18F Super Hornet przez firmę Boeing, jako dwusilnikowy, dwuosobowy samolot w konfiguracji średniopłatu. Prace nad maszyną rozpoczęto w 2004 roku, zaś w sierpniu 2006 oblatano prototyp samolotu, natomiast produkcję seryjną rozpoczęto w 2007 roku.
Głównym przeznaczeniem samolotu jest walka elektroniczna (WRE) oraz wykonywanie misji SEAD, polegających na przełamywaniu obrony powietrznej przeciwnika. EA-18G używany jest obecnie przez US Navy oraz Royal Australian Air Force.

## Historia

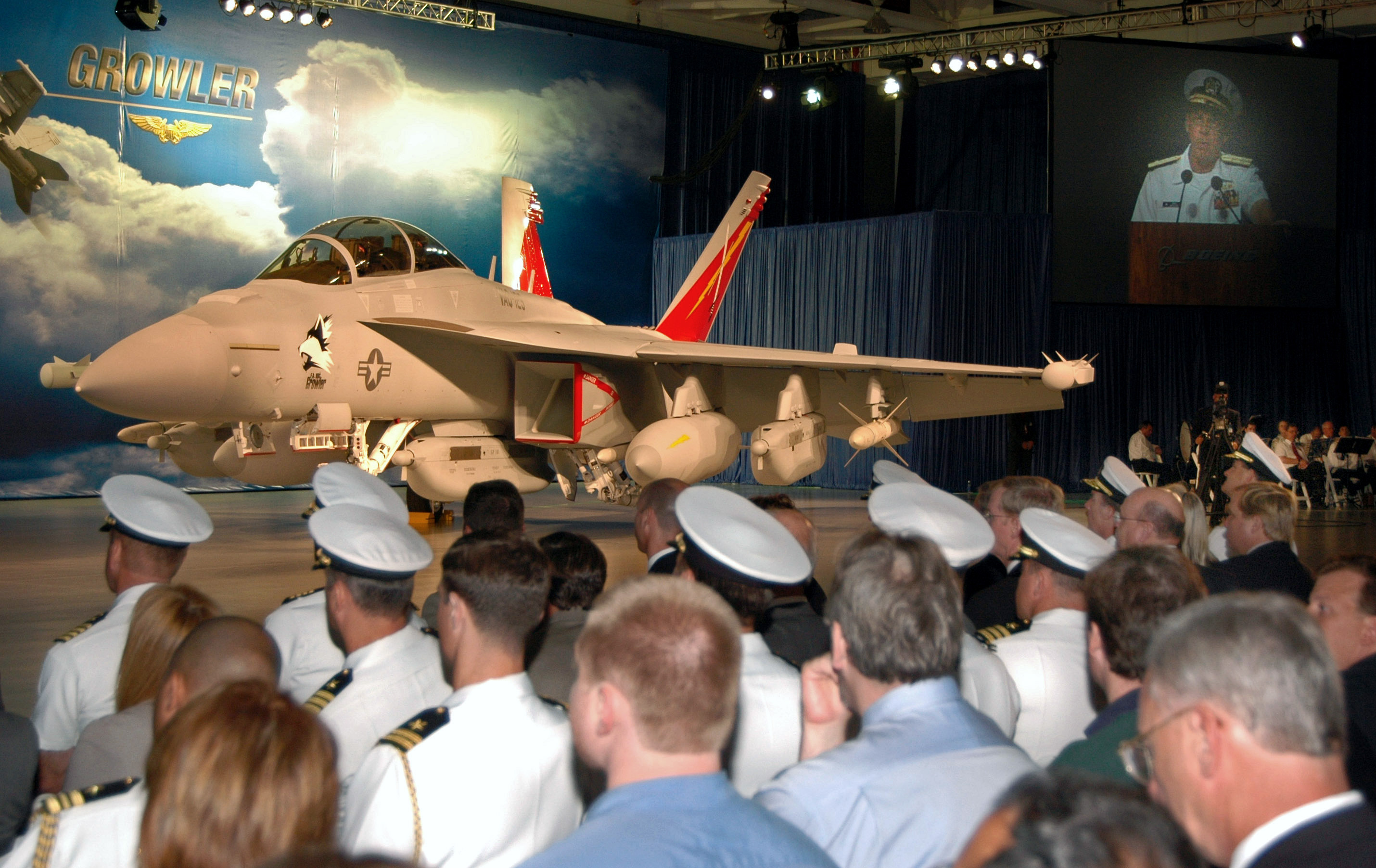
Prezentacja samolotu EA-18G w 2006 roku

Koncepcja zbudowania samolotu walki elektronicznej na bazie eksploatowanych w Marynarce Wojennej Stanów Zjednoczonych myśliwca wielozadaniowego Boeing F/A-18F Super Hornet pojawił się wraz z końcem lat 90. XX wieku. US Navy zaczęła wówczas rozważać wybór następcy dla starzejących się maszyn EA-6B Prowler. Jednym z głównych założeń była niska cena realizacji programu, dzięki czemu nie trzeba by było budować od podstaw nowej konstrukcji. Zdecydowano, że nowy samolot pokładowy powstanie na bazie dwumiejscowej wersji Super Hornet. Dodatkową korzyścią płynącą z wyboru obecnie używanych maszyn była unifikacja floty samolotów pokładowych.
Marynarka Wojenna Stanów Zjednoczonych zawarła pięcioletni kontrakt na rozwój i prezentację maszyny – System Development and Demonstration (SDD) w grudniu 2003 roku z firmą Boeing. Budowę pierwszego egzemplarza testowego oznaczonego jako EA-1 rozpoczęto się w październiku 2004 roku. 30 czerwca 2006 w bazie marynarki NAS Patuxent River rozpoczęto testy w locie egzemplarza F/A-18F, wyposażonego w zamontowane na końcach skrzydeł zasobniki walki elektronicznej przeznaczone dla EA-18G. Po zakończeniu testów samolot przywrócono do konfiguracji pierwotnej.
Kontrakt na pierwsze cztery samoloty partii testowej podpisano w lipcu 2006. Oblot samolotu EA-18G Growler odbył się 15 sierpnia 2006.
Następnie we wrześniu i listopadzie tego samego roku dostarczono dwa egzemplarze testowe do odbiorcy. Pierwszy samolot pochodzący z partii produkcyjnej dostarczono US Navy we wrześniu 2007 roku. Pierwszy operacyjny samolot dostarczono w czerwcu 2008 roku. Testy w wojsku rozpoczęły się w tym samym roku.
Realizacja programu SDD zakończyły się osiągnięciem wstępnej gotowości operacyjnej pod koniec 2009 roku pierwszej z dziesięciu eskadr VAQ (Electronic Attack Squadron).

## Konstrukcja

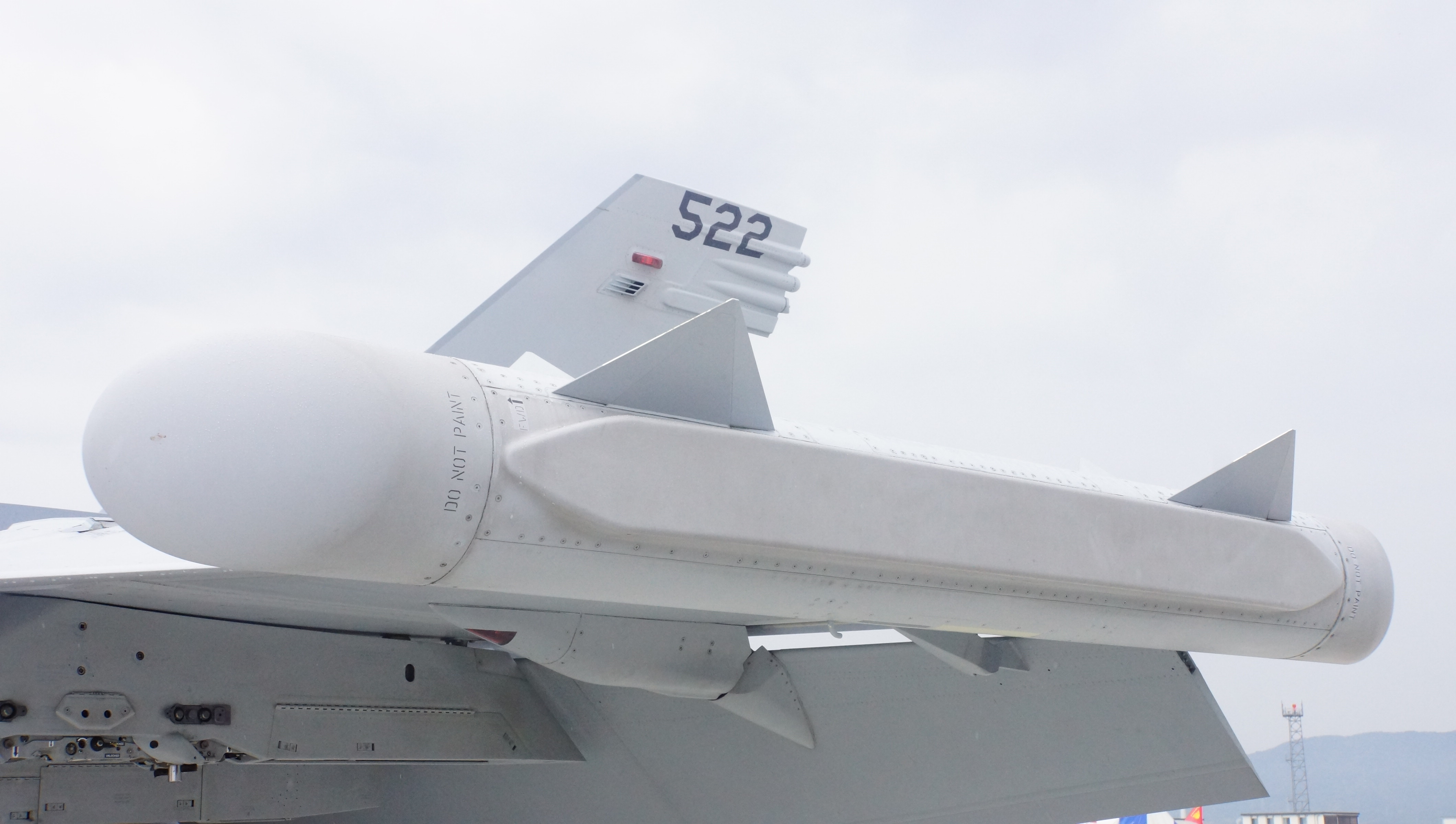
Zasobnik ALQ-218(V)2 montowany na szynie, na końcach skrzydeł w miejsce pocisków AIM-9 Sidewinder

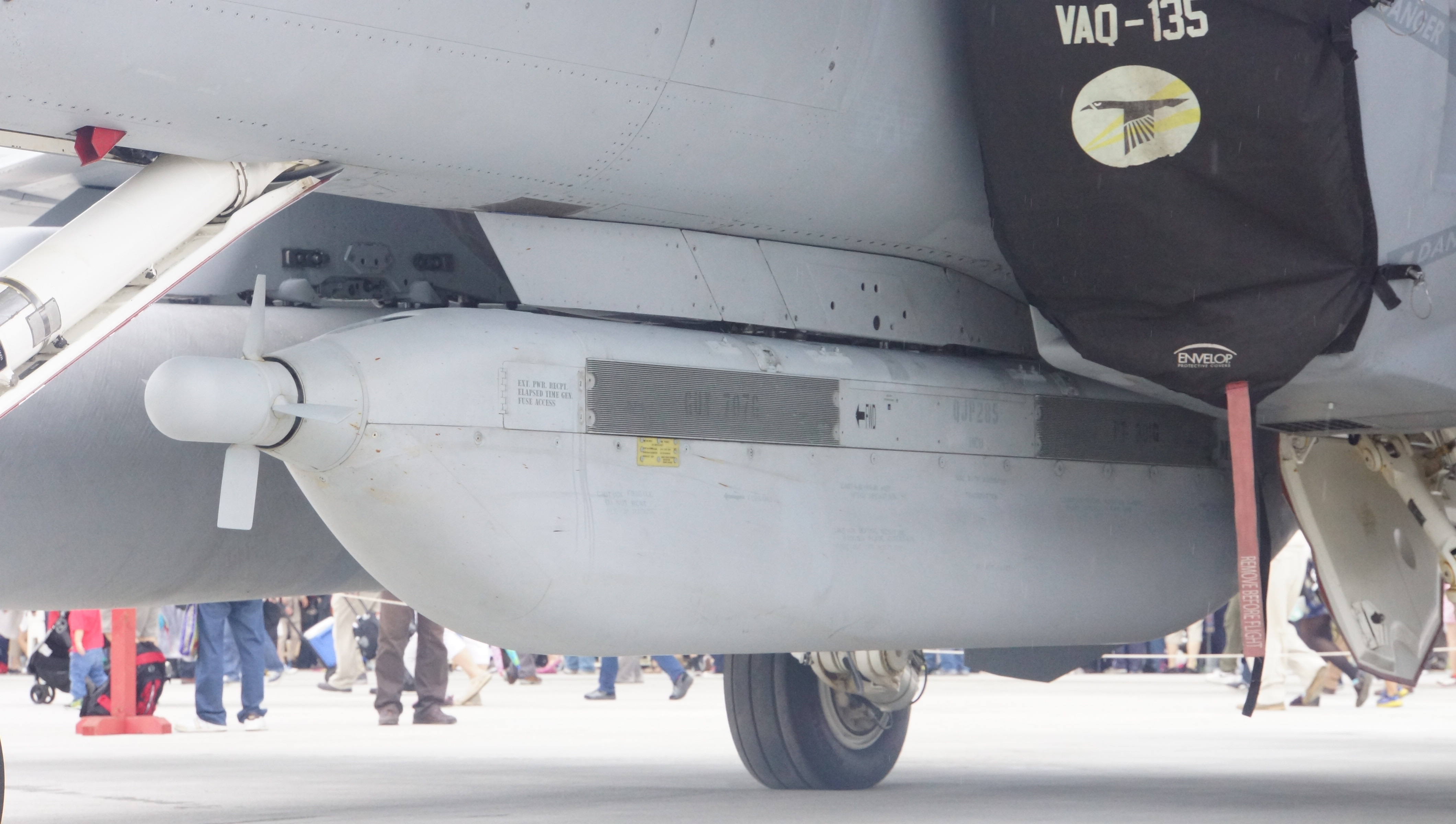
Zasobnik walki elektronicznej AN/ALQ-99 podwieszony pod EA-18G

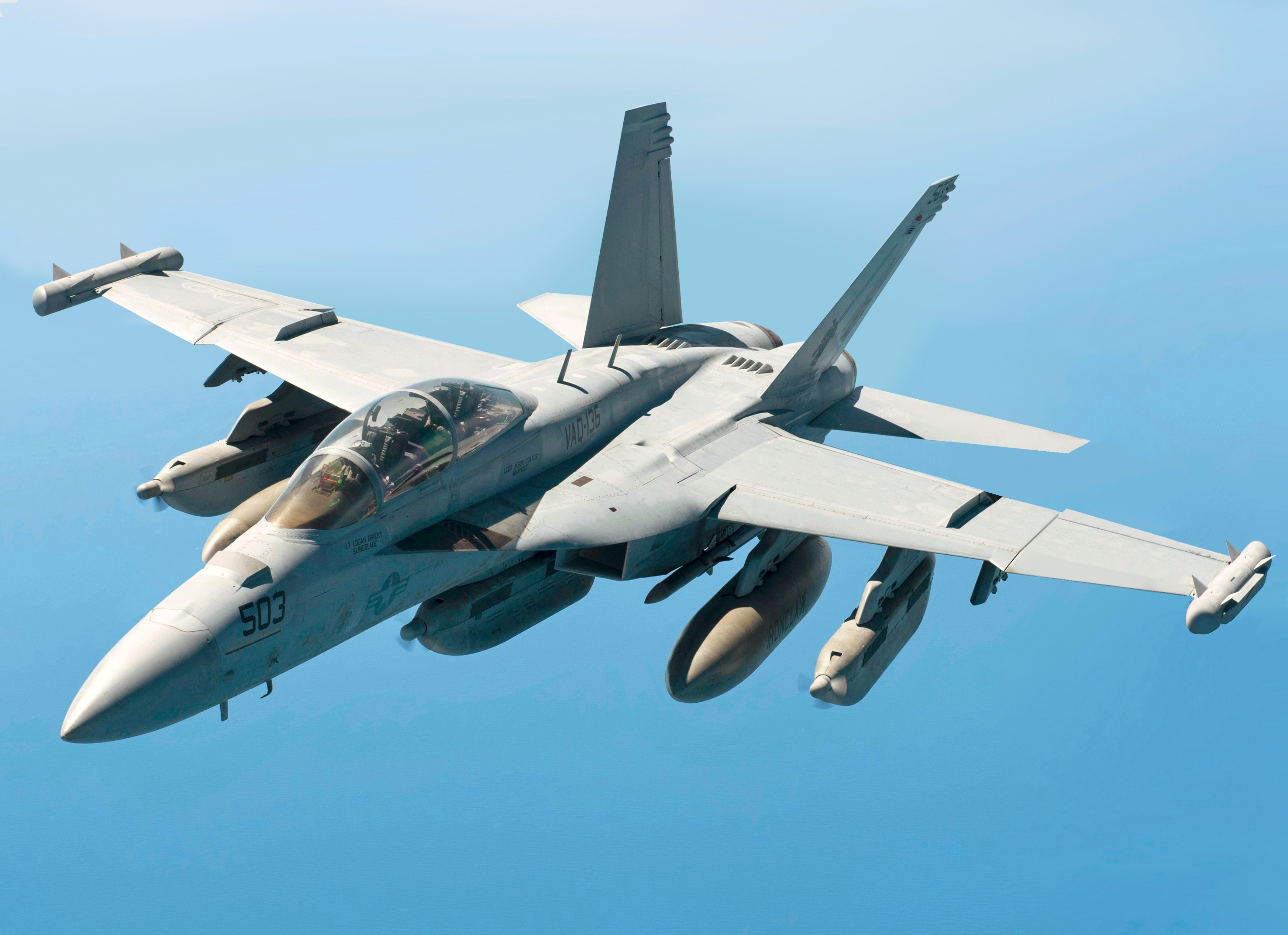
EA-18G z podwieszonymi zasobnikami walki elektronicznej, dodatkowymi zbiornikami paliwa oraz pociskami AIM-120

Konstrukcja samolotu EA-18G jest tożsama w ponad 90% z myśliwcem F/A-18F Super Hornet. Podobnie jak w pierwowzorze załoga Growlerów składa się z dwuosobowej załogi, jednak tylny fotel, zamiast stanowiska operatora systemów pokładowych NFO (Naval Flight Officer) tak jak w F/A-18F, zajmuje operator systemów walki elektronicznej EWO (Electronic Warfare Officer). Tak jak w wypadku Super Horneta, tylne stanowisko pozbawione jest drążka sterowego. Operator EWO wykonuje wszystkie zadania, które w samolocie EA-6B wykonywało trzech operatorów systemu przeciwdziałania elektronicznego ECMO (Electronic Counter-Measures Officer). Możliwe jest to dzięki zwiększonej automatyzacji systemów pokładowych Growlerów w porównaniu z systemami EA-6B.
Napęd samolotu stanowią dwa silniki turboodrzutowe dwuprzepływowe General Electric F414-GE-400 generujące ciąg 62 kN każdy, zaś na dopalaczu ciąg każdego z silników wzrasta do 98 kN.
Na wewnętrznych pylonach podskrzydłowych oraz na pylonie podkadłubowym możliwe jest podwieszenie dodatkowych zbiorników paliwa o pojemności 1816 litrów każdy.

### Wyposażenie elektroniczne
Stanowisko operatora EWO jest wyposażone w trzy główne wielofunkcyjne wyświetlacze ciekłokrystaliczne AMD (Advanced Multipurpose Display). Pośrodku kokpitu znajduje się duży, kolorowy wyświetlacz AMD o wymiarach 203 × 254 mm, a po jego bokach dwa mniejsze wyświetlacze tego samego typu o wymiarach 127 × 127 mm. Wyświetlacze AMD mają możliwość wyświetlania kolorowej oraz ruchomej mapy taktycznej TAMMAC (Tactical Aircraft Moving Map).
Samoloty EA-18G wyposażone są najnowszą wersję systemu walki elektronicznej, w którą były wyposażone samoloty EA-6B, pochodzące z pakietu ICAP III. Z powyższego pakietu ICAP III przeniesiono do Growlerów trzy elementy: system zakłócania taktycznego AN/ALQ-99F TJS – będące trzema podwieszanymi zasobnikami walki elektronicznej, system odbioru sygnałów radiowych Litton AN/ALQ-218 oraz system przeciwdziałania Marconi AN/ALE-47 TACDS (wyrzutnik przeciwradiolokacyjnych i termicznych nabojów zakłócających).
W EA-18G Growler zamontowano najnowszą wersję systemu odbioru sygnałów radiowych AN/ALQ-218(V)2 oraz system zakłócania komunikacji radiowej Raytheon AN/ALQ-227(V)1 CCS (Comunications Countermeasures System). Dodatkowo maszyny wyposażono w system pozwalający na prowadzenie radiowej komunikacji głosowej podczas emisji sygnałów zakłócających CN-1717A INCANS (Interference CANcellation System).
EA-18G został wyposażony tak samo jak w myśliwcach F/A-18E/F radar pokładowy Raytheon AN/APG-79 z systemem aktywnego skanowania fazowego AESA. Radar sprzężono z systemami walki elektronicznej. Inne elementy awioniki EA-18G to również system komunikacji satelitarnej SATCOM, taktyczny system łączności Link 16, wielofunkcyjny system dystrybucji danych MIDS, komputer pokładowy z cyfrowym systemem gromadzenia danych AN/AYK-22(V) oraz nahełmowy wyświetlacz z systemem śledzenia celów Vision Systems HMCS. W miejsce działka pokładowego zamontowano komponent walki elektronicznej EAU (Electronic Attack Unit), oraz podzespoły systemów AN/ALQ-218(V)2 i AN/ALQ-227(V)1 CCS. W kadłubie za kokpitem, zamontowano moduły systemów INCANS i AN/ALQ-218(V)2 oraz terminal SATCOM.
Na szynach przeznaczonych do przenoszenia pocisków AIM-9 na końcach skrzydeł, tak jak jest to w myśliwcach Super Hornet, zamontowano zasobniki antenowe systemu AN/ALQ-218(V)2. Jednocześnie jest to główny element zewnętrzny wyróżniający samoloty EA-18G od F/A-18F. Samolot przystosowano do przenoszenia trzech zasobników walki elektronicznej AN/ALQ-99.

### Uzbrojenie
Samoloty EA-18G Growler uzbrojone są w dwa pociski rakietowe powietrze–powietrze średniego zasięgu AIM-120 AMRAAM, przeznaczone do samoobrony oraz dwa pociski przeciwradiolokacyjne AGM-88 HARM. Dodatkowo podczas prowadzenia misji uderzeniowych samolot może zostać wyposażony oprócz powyższego uzbrojenia w dwie dodatkowe bomby AGM-154 JSOW. W odróżnieniu od samolotów F/A-18E/F, Growlery pozbawione są działek pokładowych M61 Vulcan, w których miejsce zamontowano moduły systemów walki elektronicznej. Zewnętrzne pylony podskrzydłowe przeznaczone są dla pocisków przeciwradiolokacyjnych AGM-88, zaś pociski AIM-120 AMRAAM montowane są na gondolach silnikowych.

### Przeznaczenie samolotu
Głównym przeznaczeniem samolotów Boeing EA-18G Growler jest walka elektroniczna (WRE), m.in. za pomocą zasobników ALQ-218(V)2 samolot posiada możliwość zagłuszania radiowego. Zasobniki ALQ-99 pozwalają na przechwytywanie oraz zagłuszanie fal radarowych oraz łączności. Dodatkowo samolot przeznaczony jest do wykonywania misji przełamywania obrony powietrznej (SEAD), polegających na eliminacji systemów obrony obszaru powietrznego przeciwnika, szczególnie systemów obrony przeciwlotniczej, dzięki czemu Growlery zapewniają własnym statkom powietrznym możliwość bezpiecznego operowania we własnej przestrzeni powietrznej, która narażona jest na działanie wrogich jednostek przeciwlotniczych, jak i bezpośrednio w przestrzeni powietrznej przeciwnika.

## Użytkownicy

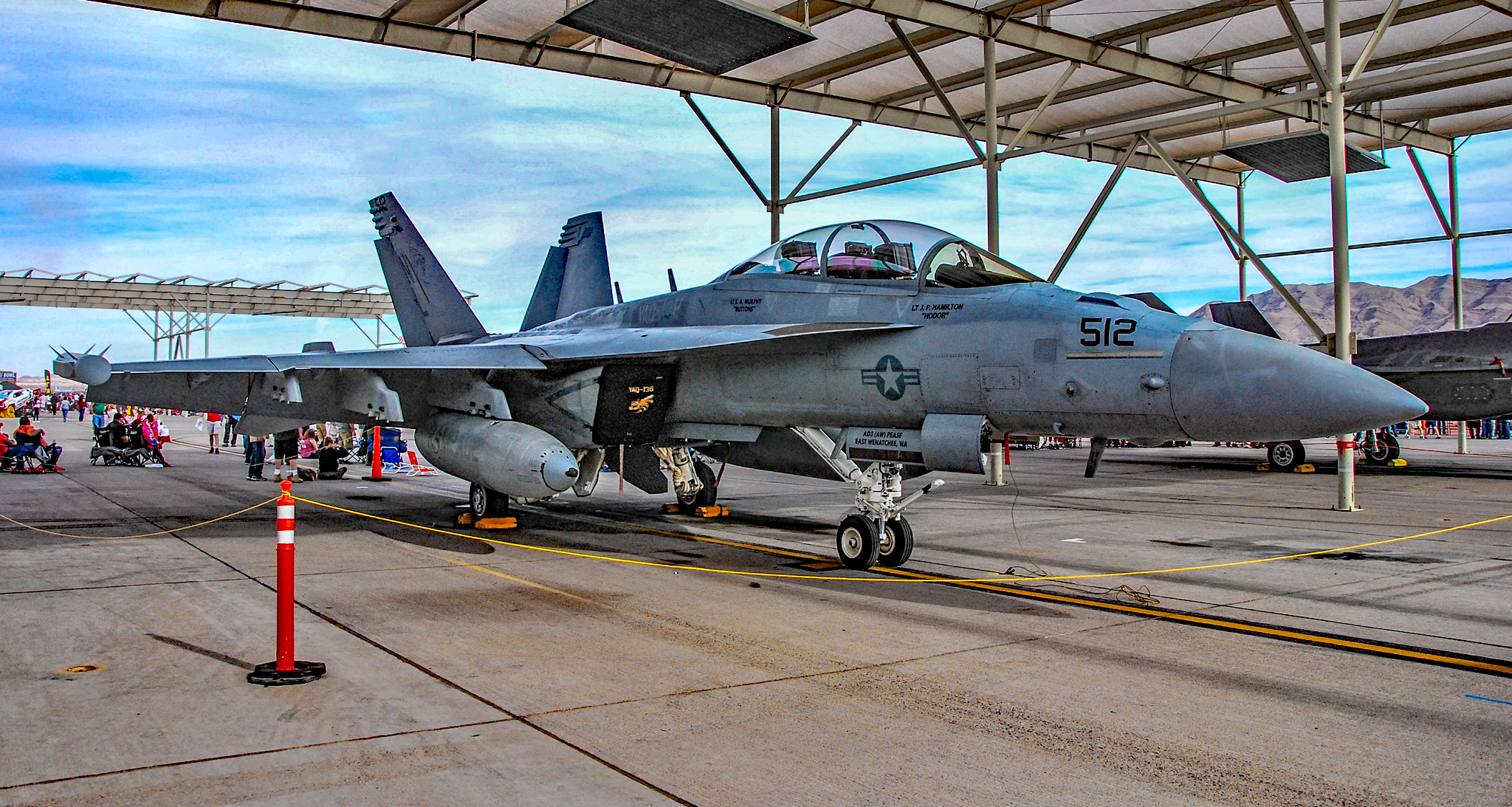
EA-18G w służbie amerykańskiej

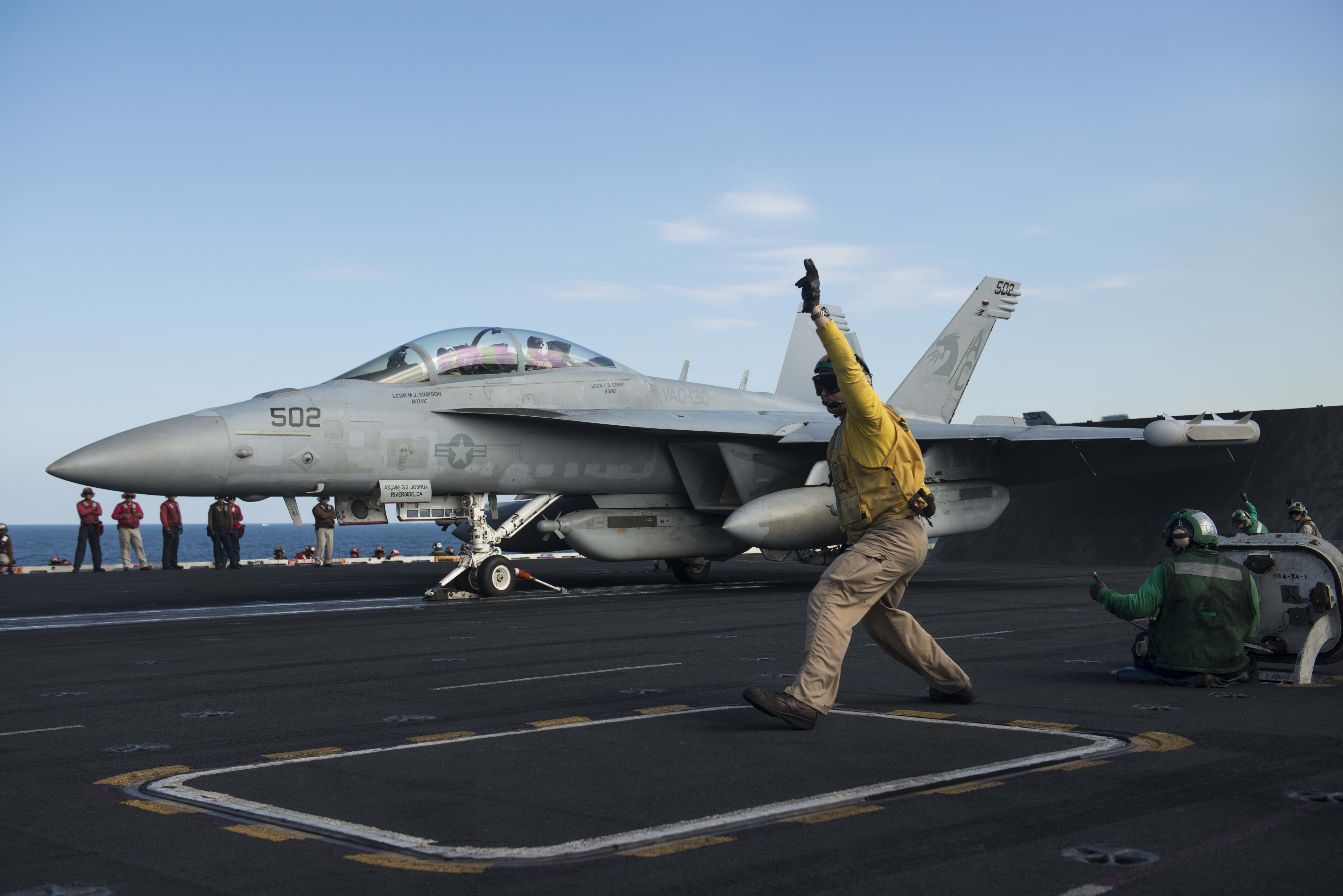
Amerykański EA-18G na pokładzie lotniskowca USS Harry S. Truman (CVN-75)

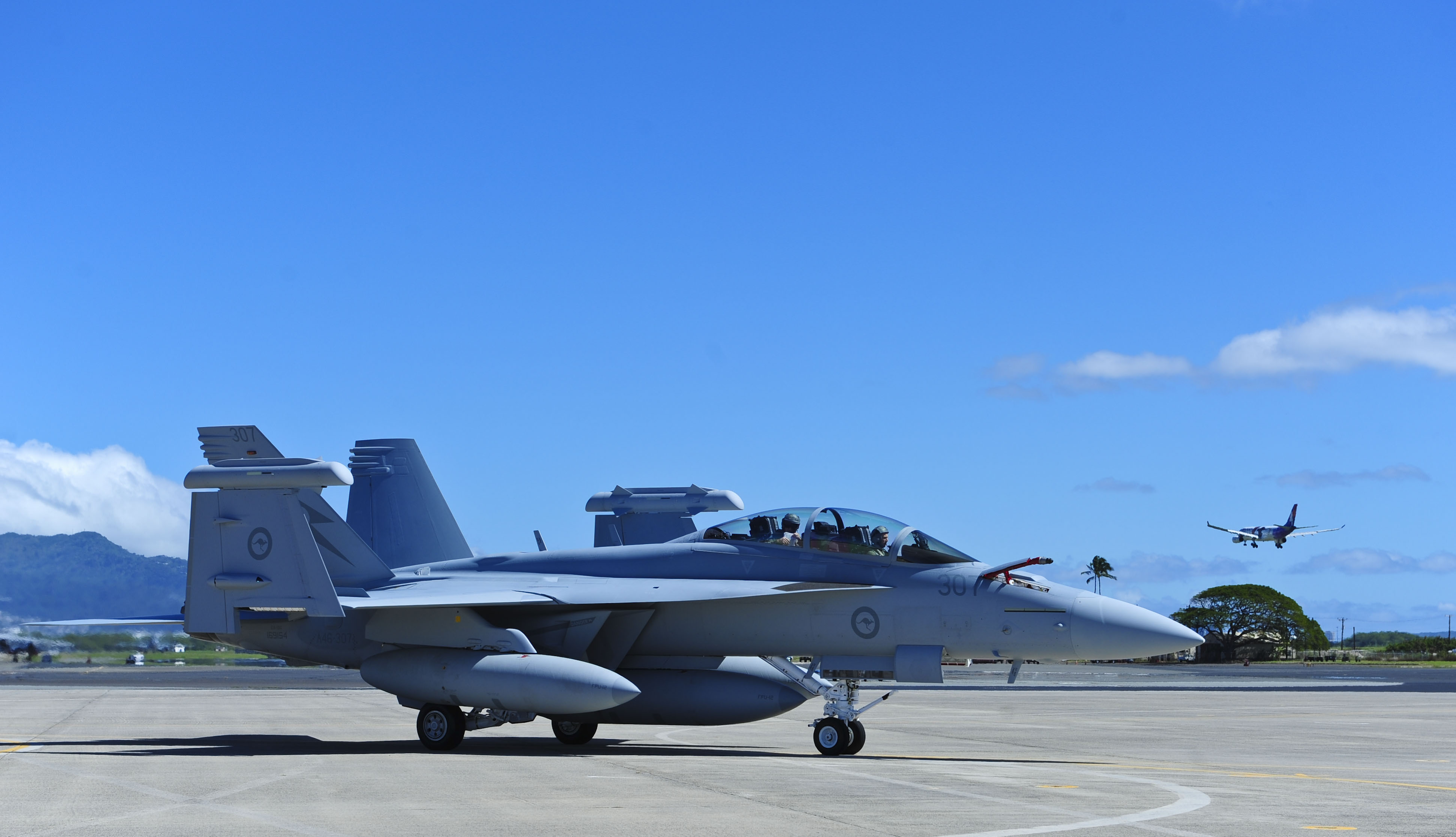
Australijski EA-18G

### Stany Zjednoczone
Pierwszy samolot walki elektronicznej Boeing EA-18G Growler wprowadzono do służby 3 czerwca 2008 roku do jednostki VAQ-129 (Electronic Attack Squadron 129). Marynarka Wojenna Stanów Zjednoczonych planowała początkowo zakup do 85 maszyn, które znalazły by się na wyposażeniu 11 eskadr od końca 2008 roku. Testy w wojsku samolotu EA-18G zakończyły się pod koniec lipca 2009 wynikiem pozytywnym, tym samym Growlery zostały dopuszczone do służby operacyjnej. Dostawy pierwszej transzy zakończono w 2012 roku. W 2009 roku zawarto aneks do pierwszej umowy na dostawy samolotów. 28 września 2010 roku zakupiono kolejne 58 EA-18G. W maju 2014 roku Boeing poinformował, że dostarczono setny egzemplarz samolotu. W 2015 roku zamówiono ostatnią partię Growlerów liczącą 15 maszyn. Dostarczono je do stycznia 2018 roku.
28 marca 2022, w związku z wzrostem napięcia w Europie wynikłym z inwazją Rosji na Ukrainę, poinformowano o przebazowaniu sześciu samolotów (wraz z personelem, ok. 240 osób) do amerykańskiej Spangdahlem Air Base w Niemczech.

#### Modernizacja
W połowie 2019 roku poinformowano, że Boeing i Dowództwo US Navy rozpoczęło prace projektowe nad modernizacją obecnie posiadanych maszyn EA-18G Growler Block I. Wcześniej producent rozpoczął konsultacje z US Navy na temat propozycji modernizacji Growler oraz Boeing otrzymał środki finansowe na opracowanie wstępnych założeń technicznych.
W marcu 2021 roku, Dowództwo US Navy poinformowało, że rozpoczęto proces modernizacji samolotów EA-18G Block I w ramach programu GCM (Growler Capability Modification). Procesowi modernizacji samolotów Growler poddana zostanie cała ich flota, czyli 160 maszyn. Jednym z głównych celów programu jest przystosowanie samolotów do przenoszenia i wykorzystania zasobników zakłócających nowej generacji AN/249 (v)1 NGJ-MB, które mają zastąpić używane dotychczas zasobniki AN/ALQ-99. Zmodernizowane samoloty otrzymają oznaczenie EA-18G Growler Block II. Dodatkowo maszyny otrzymają także wspólne poszczególne elementy pochodzące z modernizowanych obecnie maszyn F/A-18E/F Super Hornet do wariantu Block III. Proces modernizacji ma trwać 5 lat, natomiast pierwsze maszyny mają zostać dostarczone w 2025 roku. Przeprowadzona modernizacja pozwoli na utrzymanie floty EA-18G Growler do roku 2040.

### Australia
Pierwotnie Australia zamierzała przebudować na samoloty EA-18G połowę posiadanych samolotów wielozadaniowych F/A-18F Super Hornet. Ostatecznie zrezygnowano z realizacji tego pomysłu i zdecydowano się zakupić fabrycznie nowe samoloty. W czerwcu 2014 zawarto kontrakt na dostawę 12 EA-18G. Pierwszy egzemplarz dostarczono w lutym 2017, zaś dostawy zakończono w lipcu tego samego roku. W styczniu 2018 roku doszło do wypadku z udziałem jednego z Growlerów. Podczas startu doszło do pożaru jednego z silników, co spowodowało duże uszkodzenia kadłuba. Egzemplarz skreślono ze stanu. Australijskie Growlery dodatkowo posiadają możliwość przenoszenia pocisków AIM-9X Sidewinder.
Australijskie Siły Powietrzne eksploatują obecnie 11 samolotów EA-18G Growler. Maszyny używane są przez jednostkę No. 6 Squadron bazy RAAF Base Amberley w Brisbane.